# Тобосо, Яна
Яна Тобосо (яп. 枢 やな Тобосо Яна, род. 24 января 1984 года) — японская художница манги, родившаяся в Вараби, префектура Сайтама, Япония, в настоящее время проживает в городе Иокогама. Автор известной манги Black Butler.
Она также писала под псевдонимом Янао Рок. До начала профессиональной деятельности публиковала яой.
На автопортретах Яна Тобосо изображает себя дьяволом с чёрным телом и рожками, круглой белой головой и остреньким хвостом.

## Интересы
Яна является поклонницей множества известных групп и исполнителей, таких как Slipknot, Linkin Park, SID, Becca, Gackt, HYDE, Tommy heavenly6, UVERworld, L’arc~en~Ciel, Kalafina и Дэнни Эльфман.

## Работы
- Rust Blaster (2006) — манга-сериал из шести глав, опубликованный Square Enix в одном томе. Он рассказывает историю человека и вампира, которые посещают Академию тысячелетия, школу для вампиров и людей. Любое нападение на людей в её стенах приведёт к наказанию. Директор академии приказывает своему сыну вампиру Алу защищать человеческого мальчика. Человек утверждает, что знает, когда наступит конец света. Впоследствии на небе появляются две луны, предзнаменовывающие апокалипсис. Главным героям вместе с несколькими союзниками предстоит работать вместе, чтобы защитить мир, где сосуществуют их виды.
- Black Butler (яп. 黒執事 Куро сицудзи) (2006—наст.вр.) — манга, публикующаяся в ежемесячном журнале Monthly GFantasy издательства Square Enix. Главный герой истории — демонический дворецкий Себастьян Михаэлис, поклявшийся служить тринадцатилетнему наследнику семьи Фантомхайв Сиэлю, пока не поможет разыскать убийц его родителей и отомстить им, в обмен на душу мальчика. По мотивам манги с 2008 по 2025 год снято пять аниме-сериалов, OVA и полнометражный анимационный фильм.
- Disney Twisted Wonderland — мобильная игра 2020 года, созданная Aniplex в сотрудничестве с Walt Disney Japan. Объявление было сделано Aniplex во время мероприятия AnimeJapan 2019. Игра будет сосредоточена вокруг персонажей, вдохновленных злодеями из фильмов Диснея, и описывается как «приключенческая игра академии злодеев», в которой будут элементы ритм-игр и битвы. Яна Тобосо разработала концепцию, сценарий и дизайн персонажей для этой игры.
  - Glamorous Lip (ван-шот в жанре сётакон, написан под псевдонимом Янао Рок)
  - Hana Shōnen (ван-шот в жанре сётакон, написан под псевдонимом Янао Рок)